# Jean Vilar
Jean Vilar (Sète, 25 marzo 1912 – Sète, 28 maggio 1971) è stato un regista teatrale, attore e direttore teatrale francese.

## Biografia
Allievo e collaboratore di Charles Dullin, Jean Vilar cominciò ancora piuttosto giovane la carriera come attore di teatro. Dal 1943 si dedicò alla regia e nel 1944 diventò direttore della Compagnie des Sept. Nel 1946 intraprese anche la carriera cinematografica, ma il teatro rimase sempre il suo più grande amore.
Nel 1947 fu il principale animatore di quello che sarebbe divenuto il Festival di Avignone. All'interno del festival nacque anche la collaborazione con l'attore Gérard Philipe.
Nel 1951 diventò direttore del nuovo teatro di Stato, il Théâtre National Populaire. Vilar scelse testi classici con alcune eccezioni riguardanti testi moderni di impegno culturale e sociale. 
Nel 1963 Vilar abbandonò la direzione del teatro, che passò al suo collaboratore Georges Wilson.
Morì nel 1971 per un infarto. È sepolto nel cimitero marino di Sète.